# Ladri di biciclette
Ladri di Biciclette (Ladrões de Bicicletas (título em Portugal) ou Ladrões de Bicicleta (título no Brasil)) é um filme italiano de 1948 dirigido por Vittorio De Sica.
O filme se passa na Itália durante o período pós-guerra, sendo um dos exemplos do neo-realismo italiano. Foi um dos primeiros longas-metragens a vencer o Oscar de melhor filme estrangeiro, que na época ainda não era uma categoria própria.
O filme apresenta a situação de muitos italianos que, depois da guerra, estavam desempregados. Antonio Ricci (Lamberto Maggiorani) é um deles, até o dia em que consegue um emprego como colocador de cartazes. Entretanto, para conseguir o trabalho, precisava de uma bicicleta, o que o fez penhorar objetos de casa para conseguir adquirir uma. A trama se desenrola a partir do dia em que sua bicicleta é roubada e, junto com seu filho Bruno (Enzo Staiola), ele a procura por toda Roma. O drama é capaz de transportar o espectador para a situação vivida por Ricci de maneira tão forte que os sofrimentos são refletidos em quem assiste.
Um dos filmes mais premiados até então, com seu elenco formado por atores não profissionais.
No Brasil, a edição limitada do filme em blu-ray foi lançada em 2021 pela Versátil Home Vídeo na loja virtual Versátil HV.